# Archidiecezja Bordeaux
Archidiecezja Bordeaux (pełna nazwa: archidiecezja Bordeaux(-Bazas)) – archidiecezja Kościoła rzymskokatolickiego w południowo-zachodniej Francji. Powstała w III wieku, w 1937 otrzymała obecną nazwę oficjalną. Od roku 1826 niemal wszyscy kolejni arcybiskupi Bordeaux byli kreowani kardynałami (jedynym wyjątkiem był abp Marius-Félix-Antoine Maziers, kierujący archidiecezją w latach 1968-89).

## Główne świątynie
- Archikatedra: Archikatedra św. Andrzeja w Bordeaux
- Bazyliki mniejsze:
  - Bazylika św. Michała w Bordeaux
  - Bazylika św. Seweryna w Bordeaux
  - Bazylika Najświętszej Maryi Panny w Verdelais
  - Bazylika Najświętszej Maryi Panny w Arcachon